# Chris Durand
Christopher Allen „Chris“ Durand (* 7. června 1963 Orange County, Kalifornie) je americký herec, který hlavně proslul svým kaskadérstvím mezi lety 1989 až 2005.
Narodil se v Anaheimu v Kalifornském Orange County. Chris své kaskadérství uplatnil ve více než 50 filmech. Zahrál si také masového vraha Michaela Myerse v americkém hororu Halloween: H20.